# Wu Dajing
Wu Dajing, född 24 juli 1994, är en kinesisk skridskoåkare som tävlar i short track. Han blev guldmedaljör på 500 meter och silvermedaljör i stafett vid OS i Pyeongchang i Sydkorea.
Wu deltog även i OS 2014 där han vann ett silver och ett brons.Han har även världsrekordet på 500 meter, 39.5 sekunder som han slog 11 november 2018.